# Culinária de Goiás
A culinária de Goiás originou-se no rio Vermelho, numa reunião entre portugueses, mineiros e bandeirantes paulistas com índios goiases. Como as outras, essa culinária foi miscigenada trazida pelos bandeirantes com os seus costumes culinários no século XVII.
As carnes eram conservadas pela gordura animal e assim faziam longas viagens até o destino, na capital. Essa culinária é umas das mais peculiares que existe, devido a essa mistura de culturas e com a falta de recursos alimentícios na região, tiveram que substituir alguns alimentos por outros, batata pela mandioca e etc. Isso se deu também, pois utiliza frutos do Cerrado.

## Pratos típicos
Empadão goiano
Pamonha
Leitão à pururuca
Arroz com pequi
Carne na lata
Frango com Guariroba
Peixe na Telha

## Arroz com Pequi
O Arroz com pequi é o tradicional prato de Goiás, fruto do Cerrado, o pequi possui casca grossa e polpa carnuda, cheio de espinhos dentro, que pode causar acidentes para quem não os vê. Preparado com arroz e mais ingredientes servidos nos restaurantes de Goiânia.

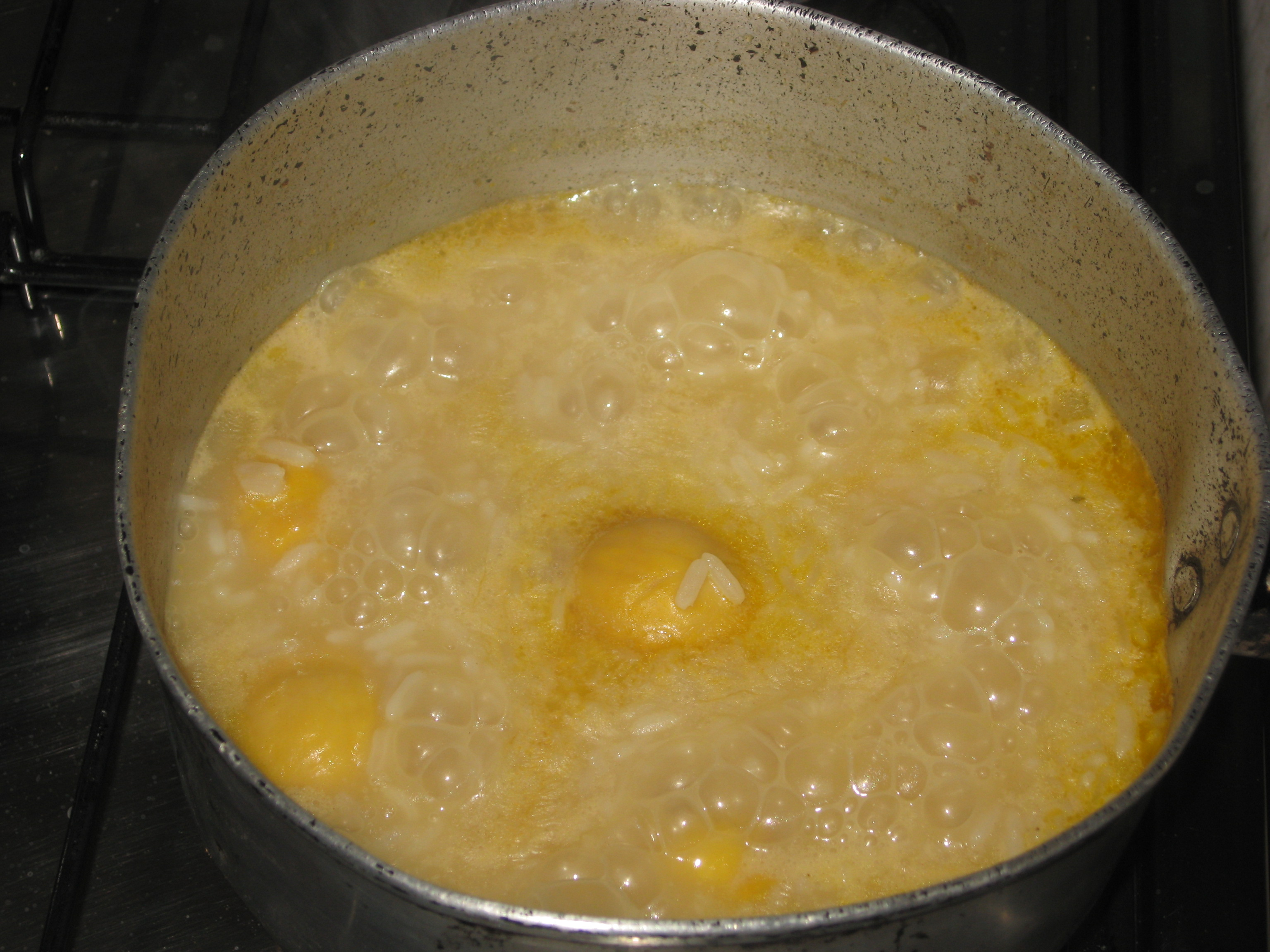
Foto do Arroz com Pequi

## Empadão Goiano
O empadão goiano pode ser preparado por diversas carnes como: frango, porco ou de boi, com predominância da carne de frango. Batatas cozidas, queijo minas e os demais ingredientes para fazer uma empada.

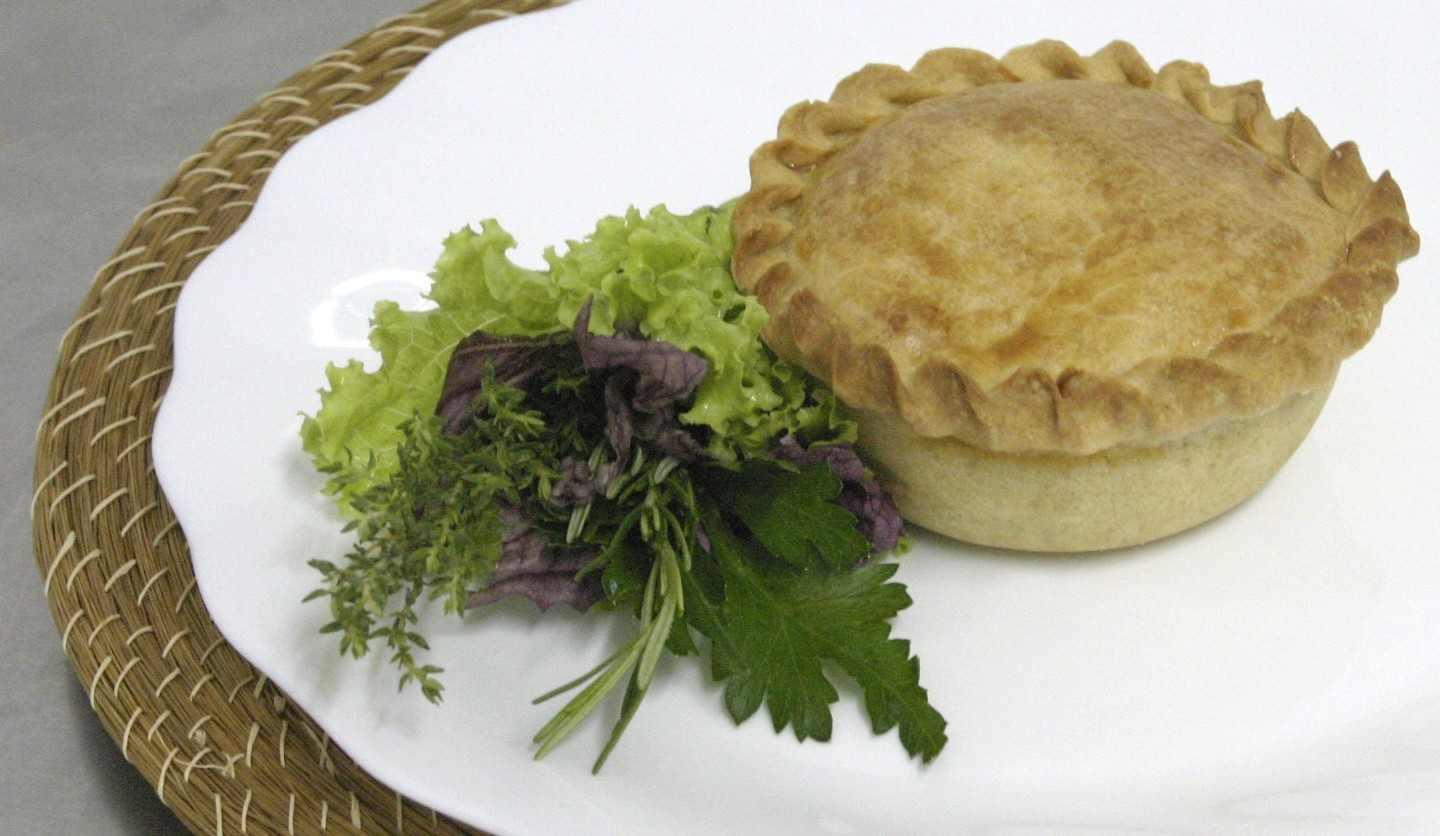
Foto do Empadão Goiano

## Galinhada
A galinhada é um prato que vai além com arroz e galinha, acompanha também milho, pequi, guariroba, açafrão.

## Frango com Guariroba
Esse prato é feito pela Guariroba que é uma espécie de um palmito, só que mais amargo do que o normal e o frango caipira é o mais utilizado nos restaurantes goianos, acrescentando os demais ingredientes para compor a iguaria.

## Doces
Cajuzinho do Cerrado
Doces Cristalizados
Alfenim
Pastelinho
Trufa de paçoca com Baru
Chocolate com Peri
Mané Pelado
Cuca Goiana

## Alfenim
Típico doce goiano, com uma massa seca com óleo de amêndoas doce.Vindo da era medieval pelos imigrantes, desembarcando em terras tupiniquins. Doce simples de se fazer, mas que exige atenção dos confeiteiros.

## Pastelinho
Confunde-se com uma receita salgada, mas é considerado um doce, contendo os ingredientes: manteiga, banha de porco, farinha de trigo, fermento em pó, leite, ovos e canela.

## Trufa de paçoca com Baru
Um doce servido numa taça, parecido com um sorvete, mas é feito por: amendoim torrado, leite condensado, margarina, açúcar, e baru. O baru é uma amêndoa vindo do Cerrado.

## Chocolate com Peri
Doce simples de se fazer e bem recomendado, feito por: chocolate amargo, creme de leite e leite condensado.

## Mané Pelado
Bolo tradicional feito por mandioca, queijo ralado, coco, ovos, açúcar e manteiga.